# Karel Berman
Karel Berman (14. dubna 1919 Jindřichův Hradec – 11. srpna 1995 Praha) byl český operní pěvec-basbarytonista, hudební skladatel, operní režisér, libretista a překladatel.

## Život a kariéra
Vyrůstal v hudební rodině. Po maturitě na gymnáziu v Jindřichově Hradci začal v roce 1938 studovat na pražské konzervatoři. Od roku 1943 byl z rasových důvodů vězněn v nacistických koncentračních táborech, nejprve v Terezíně (zde se jako zpěvák, režisér a skladatel podílel na práci vězeňského divadla), potom v Osvětimi, Kauferingu a Allachu u Dachau.
Po osvobození dokončil studia na konzervatoři (zpěv u Egona Fuchse a Hilberta Vávry, režie u Františka Pujmana, kompozice u Rudolfa Karla a dirigování u Pavla Dědečka). V letech 1946–1948 působil v opavské opeře, v dalších letech (1948–1953) jako pěvec a režisér operního souboru Městského divadla v Plzni. V roce 1953 byl angažován jako sólista a později i jako režisér opery Národního divadla v Praze. Za čtyři desítky let vytvořil více než 3000 rolí a nastudoval na 80 operních inscenací (např. Mozartova Dona Giovanniho a Janáčkovu, Její pastorkyňu).
V jeho obsáhlém repertoáru byli např. Mozart, Rossini, Weber, Wagner, Verdi, Smetana, Dvořák, Musorgskij, Janáček, Stravinskij, Martinů.
Podobně jako Ladislav Mráz se jako jeden z prvních soustavně věnoval předklasickému repertoáru. Pro mimořádné hlasové dispozice a brilantní techniku se stal v Československu i v zahraničí vyhledávaným interpretem obtížných partů oratorních a kantátových. Vystupoval mj. s Pražským komorním orchestrem a souborem Ars rediviva, s nímž spolupracoval na československé premiéře cyklu árií z Bachových duchovních kantát, pašijí a oratorií a na některých dalších projektech, například na první evropské nahrávce Zelenkových Lamentací Jeremiáše proroka (podrobněji:Diskografie Ars rediviva).
Působil také jako hudební pedagog. V letech 1961–1971 vyučoval na pražské konzervatoři a od roku 1964 na HAMU, profesorem byl jmenován v roce 1990.
Byl jedním z nejtalentovanějších českých libretistů. Jako překladatel hudebních textů skvěle uplatňoval nejen své zkušenosti vokalisty, ale i svůj humor a fantazii (např. Telemannova Smuteční óda za umělecky vzdělaného kanárka).
V letech 1990 až 1995 vystupoval také v doprovodných programech na výstavách (Herbert Masaryk, T. G. Masaryk – člověk a umění), které uspořádalo Masarykovo demokratické hnutí.
Vystupoval pravidelně na zahraničních operních a koncertních scénách, např. v Berlíně a ve Vídni, kde byl v roce 1995 za přítomnosti rakouského kancléře vyznamenán prestižní medailí Fidelio.
V roce 1993 získal za celoživotní mistrovství v oboru opera Cenu Thálie.

## Kompoziční tvorba
- Poupata, písňový cyklus pro baryton a klavír (1944)
- Reminiscences, klavírní suita (1938–1945, vydáno posmrtně v roce 2000)
- Terezín, klavírní suita